# Macropunctum
Macropunctum là một chi bọ cánh cứng trong họ 
Elateridae.
Chi này được miêu tả khoa học năm 1991 bởi Troster.

## Các loài
Các loài trong chi này gồm:
- Macropunctum angulosum Troster, 1999
- Macropunctum angustiscutellum Troster, 1994
- Macropunctum densipunctum Wappler, 2003
- Macropunctum eckfeldi Troster, 1992
- Macropunctum latiscutellum Troster, 1994
- Macropunctum messelensis Troster, 1991
- Macropunctum rebugense Troster, 1994
- Macropunctum senckenbergi Troster, 1994